# Luis Castaño González
Luis Castaño González (Langreo 1956) es un endocrinólogo pediátrico español, referente internacional en su especialidad. 
Sus líneas de investigación más importantes se centran en el estudio de los mecanismos genéticos implicados en el desarrollo de las enfermedades endocrinas y metabólicas (diabetes), así como en la prevención y en el desarrollo de nuevas estrategias terapéuticas para mejorar el control de las mismas.
En el año 2013 fue nombrado director científico del Instituto sanitario de investigación Biocruces para llevar a cabo su acreditación y puesta en marcha.

## Biografía y trayectoria profesional
Nació en Langreo, (España) en 1956.
Se licenció en medicina por la Universidad de Oviedo especializándose en pediatría via MIR en el Hospital Marqués de Valdecilla de Santander
Entre 1984 y 1990 estuvo adscrito a las Universidades René Descartes de Paris (Universidad de París Descartes) y a la Universidad de Harvard en Boston (USA).
En 1991 se doctoró en la Universidad del País Vasco y ese mismo año obtuvo la plaza de médico adjunto en la Unidad de Investigación - Laboratorio de Biología Molecular del Hospital de Cruces (Vizcaya).
En el año 2001 obtuvo la plaza de profesor titular de pediatría en la Universidad del País Vasco y en 2018 la de catedrático de pediatría en la misma Universidad.
Ha ocupado diferentes cargos relacionados con la investigación médica como el de director científico de Ciberdem (Centro de investigación biomédica en red) en 2012.
En el año 2013, en razón a su trayectoria, fue nombrado director científico del Instituto de investigación Biocruces. Fue el responsable de su acreditación y puesta en marcha hasta el año 2022. 
En el año 2025 ha puesto en marcha en el País Vasco el primer estudio en España para la detección precoz de diabetes tipo 1 en población pediátrica con una participación de más de 6000 personas.

## Puestos en sociedades científicas
- 2012 - 2016 Presidente de la Sociedad Española de Endocrinología Pediátrica.[3]
- 2007 - 2011 Presidente de la Sociedad de Endocrinología del País Vasco
- 2006 - 2009 Vicepresidente de la Sociedad Española de Diabetes.[3]
- 2000 - 2006 Vicepresidente de la Asociación Vizcaína de Diabetes.[3]
- 1996 - 2000 Vocal de la Sociedad Española de Diabetes
- 1998 - 2000 Vocal de la Federación Española de Diabetes

## Publicaciones y labor investigadora
La producción científica es muy extensa en cuanto a libros, capítulos de libro, publicaciones indexadas y proyectos nacionales e internacionales de investigación subvencionados.
Ha dirigido 16 tesis doctorales y ha impartido varios centenares de conferencias y ponencias en congresos nacionales e internacionales.
Las líneas de investigación principales son las siguientes:
- Autoinmunidad y Diabetes tipo 1
- Genética y Diabetes
- Inmunoprevención de la Diabetes tipo 1
- Etiopatogenia de Enfermedades Autoinmunes
- Genética de las Enfermedades Endocrinas
- Alteraciones de la diferenciación sexual
- Neoplasia Endocrina múltiple
- Epidemiología de la diabetes

## Reconocimientos y premios
Han sido muchos los reconocimientos que ha recibido, siendo una muestra los siguientes:
- Premio de la Sociedad Española de Diabetes 1984 “A un Joven Investigador”

- Premio Nacional de la Asociación Española de Medicina e Higiene Escolar y Universitaria 1981

- Premio “José Igea” de la Sociedad Española de Endocrinología Pediátrica: años 1999, 2002, 2003, 2004, 2006, 2008 y 2018.[5]

- Premio FUCAMDI a la Persona de fuera de Castilla-La Mancha por el trabajo realizado en el tratamiento por la Diabetes en Castilla-La Mancha. Ciudad Real 2007

- Premio Merck Serono de Investigación 2015 “Caracterización clínica y molecular de los tumores hipofisarios en niños y adolescentes